# Modlitwa powszechna
Modlitwa powszechna (łac. Oratio universalis) lub Modlitwa Wiernych (łac. Oratio fidelium) jest w Kościele katolickim obrządku rzymskiego częścią Liturgii Słowa i stanowi jej zakończenie jako odpowiedź zgromadzenia na usłyszane Boże Słowo. Podczas tej modlitwy przedstawia się Bogu w sposób uroczysty prośby ludu Bożego w różnych potrzebach.
Pochodzi od modlitw zanoszonych przez uczestników Eucharystii już w czasach wczesnego chrześcijaństwa. W wielu obrządkach wschodnich zwyczaj modlitwy w różnych intencjach przekształcił się w bardziej lub mniej liczne litanie (zwane często ekteniami) wygłaszane przez diakona w różnych momentach liturgii. W obrządku rzymskim tradycja ta zaniknęła. Powrót modlitwy powszechnej nastąpił za sprawą reformy liturgicznej zleconej przez Sobór watykański II. Przyjęła ona formę bardzo podobną jak ta zachowana na Wschodzie – najczęściej ma właśnie litanijną formę. Cechą charakterystyczną modlitwy powszechnej w obrządku rzymskim jest jej duża zmienność, zwykle na różne dni przewiduje się różne formularze tej modlitwy, podczas gdy w większości tradycji wschodnich ektenie pozostają niezmienne albo wprowadza się do nich tylko niewielkie zmiany zależne od okoliczności.

## Sposób odprawiania
Przewodniczący celebracji z miejsca przewodniczenia rozpoczyna i kończy modlitwę powszechną. Odczytywanie wezwań tej modlitwy nie należy do prezbitera. Wezwania wygłasza diakon, a gdy jest nieobecny w jego zastępstwie kantor lub lektor, ewentualnie inny wierny świecki. Czyni się to z ambony lub innego odpowiedniego miejsca. Wezwań nie powinno być więcej niż sześć. Wezwania te winny być zwięzłe i wyrażające błagania całej wspólnoty. Nie należy nadawać im charakteru dydaktycznego, ani wprowadzać dodatkowych treści. Wezwania tej modlitwy mają krótko i jasno określać za kogo, za co lub o co należy się modlić. W modlitwie powszechnej należy uwzględnić następujące intencje:
- za Kościół
- za rządzących i o zbawienie całego świata
- za doświadczonych trudnościami
- za miejscową wspólnotę[3]

Na każde wezwanie lud odpowiada wspólną aklamacją, np. „Kyrie eleison” lub „Wysłuchaj nas, Panie”. Zamiast wspólnej aklamacji można zachować chwilę ciszy, albo aklamację poprzedzoną dodatkowym wezwaniem wygłaszać po chwili ciszy.
W modlitwę powszechną wplata się również intencje okolicznościowe – odnoszące się do okoliczności sprawowania mszy, np. podczas ślubu zgromadzenie modli się za nowożeńców, w mszy za zmarłych znajdujemy intencję modlitewną za zmarłych.
Zasadniczo modlitwa ta winna być śpiewana, o czym w codziennej praktyce często się zapomina. O tym fakcie świadczą zarówno przepisy liturgiczne zawarte we wprowadzeniu do księgi zawierającej formularze modlitwy powszechnej, jak i wymieniona powyżej kolejność osób: gdy nie ma diakona, zastępuje go w pierwszej kolejności kantor.
Błędem jest powierzanie odczytywania wezwań modlitwy powszechnej osobom świeckim niepełniącym żadnych szczególnych funkcji, gdy obecny jest diakon, kantor albo lektor.